# Leandro Macedo
Pour les articles homonymes, voir Macedo.
Leandro Corrieri de Macedo né le 18 mars 1968 à Porto Alegre en Rio Grande do Sul, est un triathlète brésilien, double champion panaméricain (1995 et 2002), il remporte la première coupe du monde en 1991.

## Biographie
Leandro Macédo participe à la première épreuve olympique de triathlon en 2000 et finit 40e avec un temps de 1 h 49 min 50 s 69. Quatre ans plus tard il est de nouveau sélectionné et termine à la 35e place avec un temps de 1 h 47 min 39 s 36.

## Palmarès
Le tableau présente les résultats les plus significatifs (podium) obtenus sur le circuit international de triathlon depuis 1991.
| Année | Compétition                                     | Pays       | Position           | Temps           |
| ----- | ----------------------------------------------- | ---------- | ------------------ | --------------- |
| 2004  | Coupe Panaméricaine - l'étape de Caledon        | Canada     | Médaille d'argent  | 2 h 4 min 19 s  |
| 2003  | Coupe Panaméricaine - l'étape de Fortaleza      | Brésil     | Médaille d'or      | 1 h 46 min 21 s |
| 2003  | Coupe Panaméricaine - l'étape de Vila Velha     | Brésil     | Médaille d'or      | 1 h 45 min 28 s |
| 2002  | Championnats panaméricains                      | Brésil     | Médaille d'or      | 1 h 49 min 55 s |
| 2002  | Jeux d'Amérique du Sud                          | Brésil     | Médaille d'or      | 1 h 51 min 32 s |
| 2001  | Coupe Panaméricaine - l'étape de Guaratuba      | Brésil     | Médaille d'argent  | 1 h 58 min 37 s |
| 2001  | Coupe Panaméricaine - l'étape de Sao Paulo      | Brésil     | Médaille d'argent  | 1 h 54 min 18 s |
| 1998  | Ironman Brésil                                  | Brésil     | Médaille d'argent  |                 |
| 1996  | Championnat du monde                            | États-Unis | Médaille de bronze | 1 h 41 min 0 s  |
| 1996  | Coupe du monde - Classement Général             |            | Médaille de bronze |                 |
| 1996  | Coupe du monde - l'étape d'Ishigaki             | Japon      | Médaille de bronze | 1 h 51 min 10 s |
| 1996  | Coupe du monde - l'étape de Paris               | France     | Médaille de bronze | 1 h 0 min 49 s  |
| 1996  | Coupe du monde - l'étape de Gamagori            | Japon      | Médaille d'argent  | 1 h 45 min 0 s  |
| 1995  | Jeux Panaméricain et Championnats panaméricains | Argentine  | Médaille d'or      | 1 h 51 min 14 s |
| 1995  | Coupe du monde - l'étape des iles bahia         | Brésil     | Médaille d'or      | 1 h 55 min 24 s |
| 1995  | Coupe du monde - l'étape de Cleveland           | États-Unis | Médaille d'or      | 1 h 55 min 6 s  |
| 1994  | Coupe du monde - l'étape des iles bahia         | Brésil     | Médaille d'argent  | 1 h 54 min 23 s |
| 1993  | Coupe du monde - l'étape des iles bahia         | Brésil     | Médaille de bronze | 1 h 54 min 31 s |
| 1992  | Coupe du monde - l'étape de San Andres          | Colombie   | Médaille de bronze | Timing          |
| 1991  | Coupe du monde - Classement Général             |            | Médaille d'or      |                 |